# Matrix Reloaded
Pour les articles homonymes, voir Matrix et Reloaded.
Série Matrix
Matrix
(1999) Matrix Revolutions
(2003)
Pour plus de détails, voir Fiche technique et Distribution.
Matrix Reloaded ou La Matrice rechargée au Québec (The Matrix Reloaded) est un film de science-fiction australo-américain réalisé par les Wachowski et sorti en 2003.
C'est le deuxième volet de la série de films commencée avec Matrix et terminée avec Matrix Resurrections.
Le film débute six mois après les événements du premier épisode. Neo est à présent en couple avec Trinity et contrôle de mieux en mieux ses pouvoirs. Dans le monde réel, Sion est sur le point d'être attaquée par 250 000 sentinelles robotiques, programmées pour anéantir les derniers humains. Morpheus tente de galvaniser les habitants de Sion en leur rappelant la parole de l'Oracle : l'Élu est capable d'arrêter la guerre contre les machines. Dans la Matrice, Neo est confronté à une résistance croissante. Son ennemi, le programme d'éradication appelé Agent Smith, refusant d'être supprimé après sa défaite, est devenu un programme renégat et se propage comme un virus, parvenant même à s'incarner dans le corps de Bane dans le monde réel. Néo, hanté par la mort prochaine de Trinity dans la Matrice, est chargé par l'Oracle d'aller à la Source dans la Matrice où il découvrira une importante vérité...

## Synopsis
Le film débute par un rêve de Neo voyant un flash-forward de Trinity se faisant tuer par un Agent dans la Matrice. Le soir, les deux amants accompagnent Morpheus à la réunion secrète des capitaines dans la Matrice pour évoquer une menace imminente : la ville de Sion, dernière de l'humanité, est sur le point d'être attaquée par 250 000 sentinelles robotiques, programmées pour anéantir les derniers humains. Morpheus demande au capitaine Ballard présent à la réunion de rester dans la Matrice en attendant que l'Oracle reprenne contact, pendant qu'il retourne avec son équipe à Sion pour le ravitaillement. Mais la réunion est interrompue par la présence d'un individu (Smith) qui fait remettre un cadeau (son oreillette) à Neo en échange de sa « libération », puis par l'intervention de trois Agents mis-à-jour que Neo neutralise facilement. Il part ensuite visiter l'appartement de l'Oracle qui est absente.
Le Nebuchadnezzar arrive à Sion. L'équipage a quartier libre tandis que le commandant Lock reproche à Morpheus d'avoir désobéi aux ordres lorsqu'il a demandé à Ballard de rester dans la Matrice. Le nouvel opérateur, Link, retrouve sa fiancée, sœur de son prédécesseur Tank (décédé après le film précédent), alors que de nombreuses personnes cherchent à rencontrer Neo pour le remercier de les avoir libérées. Le soir, Morpheus tente de galvaniser les habitants de Sion en leur rappelant la parole de l'Oracle : l'Élu est capable d'arrêter la guerre contre les machines. Une grande fête se déroule alors, durant laquelle Neo et Trinity s'éclipsent pour partager un moment d'intimité.
Au cours de la nuit, alors que tout le monde est endormi, Neo est réveillé par une vision qui devient réalité : un homme de Ballard, Bane, s’apprête à sortir de la Matrice après la prise de contact avec l'Oracle quand il est attaqué par Smith qui se duplique en s'incarnant dans son corps et réussit à s'introduire dans le monde réel. Au matin, le capitaine Ballard arrive à Sion pour transmettre le message de l'Oracle à Neo. L'équipe de Morpheus repart de Sion, non sans inquiétude pour Zee, la fiancée de Link. Bane/Smith essaye discrètement de tuer Neo avant son départ mais est interrompu par le Kid, que Néo avait libéré de la Matrice.
Neo se rend dans la Matrice et retrouve un individu du nom de Séraphin. Ce dernier se met à combattre l’Élu pendant une minute pour vérifier son identité avant de le guider auprès de l'Oracle en passant par des portes secrètes. Lors de l'entrevue, Neo comprend qu'elle est un programme de la matrice de haut niveau. Elle explique à Neo que tous les programmes ont un rôle à jouer dans la Matrice et qu'à la fin ils sont éliminés, puis le charge de retrouver le Maître des clés pour pouvoir accéder à la Source de la Matrice afin de sauver Sion. Mais le Maître est prisonnier d'un dangereux programme, Le Mérovingien. Après l'entrevue et le départ de l'Oracle, Neo retrouve son ennemi, le programme d'éradication appelé Agent Smith. Ce dernier, à la suite de sa défaite à la fin du premier film, est devenu un programme renégat en refusant son élimination. Neo constate rapidement que ce programme se propage comme un virus en voyant de nombreux autres Smith apparaître et de tenter de le dupliquer sur lui. Mais Neo réagit et les combat. Au cours du combat, un des trois Agents est absorbé par Smith. Mais constatant l'augmentation exponentielle du nombre de son adversaire, il réussit à s'échapper par les airs. Pendant ce temps à Sion, le conseiller charge Lock malgré lui d'envoyer les capitaines Soren et Niobe (fiancée de Lock et ex-petite amie de Morpheus) retrouver l'équipe de Morpheus afin de les ramener pour protéger Sion, pendant que Lock prépare une contre-attaque contre les machines.
De retour dans la Matrice, Morpheus, Neo et Trinity rencontrent le Mérovingien dans son restaurant. Ce dernier, dangereux trafiquant d'information, sait à l'avance leur intention de récupérer le Maître des clés captif, mais refuse et reconduit l'équipe vers l'ascenseur avant d'aller aux toilettes dans le but d'avoir une relation sexuelle avec une cliente du restaurant. Son épouse Perséphone vient proposer son aide à Neo pour libérer le Maître en échange d'un baiser intense. L’Élu accepte et l'embrasse devant une Trinity jalouse. Après cela, Perséphone, Neo, Trinity et Morpheus ouvrent une porte et se retrouvent dans un château où le Maître est enfermé dans les geôles du sous-sol. Une fois le Maître libéré, l'équipe et Perséphone sont rejoints par une armée de programmes tueurs menés par un Mérovingien fou de rage de la trahison de son épouse (qui en a tué un et laissé l'autre le rejoindre avant la libération du Maître). Morpheus, Trinity et le Maître prennent la fuite pourchassés par les Jumeaux (des fantômes), pendant que Neo combat et tue dans le hall du château tous les autres tueurs. Le Mérovingien, impuissant, prend la fuite à son tour en retournant dans le restaurant, prenant le soin de fermer la porte, semant Neo qui essaie alors de rattraper les autres à l'autre bout du château. Le Maître ouvre avec une clé une porte du château le conduisant avec Morpheus et Trinity dans un parking en ville. Mais les Jumeaux les rattrapent avant que les autres n'aient eu le temps de fermer la porte, obligeant les protagonistes à s'enfuir en voiture, tandis que l'un des poursuivants referme la porte du parking, piégeant Neo dans le château. L'Elu n'a pas d'autre solution que de prendre son envol pour parcourir les 900 km le séparant de la ville.
En ville, Morpheus, Trinity et le Maître, poursuivis en voiture par les Jumeaux et la police, sont obligés de prendre l'autoroute, un axe routier que Morpheus préfère habituellement éviter en raison de ses dangers. La course-poursuite qui continue sur l'autoroute y est pimentée par la présence de deux Agents chargés d'éliminer le Maître. À un moment donné, Trinity arrête la voiture sur un pont d'une sortie et saute sur un camion chargée de motos avec le Maître, pendant que Morpheus élimine les Jumeaux en faisant sauter leur voiture avec le katana trouvé dans le château et la mitraillette. Trinity et le Maître descendent du camion à bord d'une moto conduite par la première (avec une clé du Maître) et reprennent sa route. Mais la présence des Agents l'oblige à faire demi-tour en prenant la voie à contre-sens. Trinity confie le Maître à Morpheus (debout sur le toit d'un camion) et s'enfuit librement, les Agents renonçant à sa poursuite pour se concentrer sur le Maître. Mais rapidement, un Agent atterrit sur le toit du camion et s'ensuit un combat singulier qui se termine par l'éjection de Morpheus qui atterrit sur la voiture de Niobé venue prêter main-forte. Grâce à elle, Morpheus saute sur le camion et élimine son adversaire. Mais les deux Agents qui chassent Niobé de l'autoroute se synchronisent pour provoquer une collision entre le véhicule et un autre camion. Morpheus et le Maître sont sauvés in extremis de la collision par Neo qui vient enfin d'arriver par les airs. Pendant ce temps, la contre-attaque mise en place par Lock est prête.
Le soir, dans la Matrice, le Maître et les capitaines Soren, Niobe et Morpheus s’organisent pour que Neo rejoigne la Source, qui se trouve dans une tour en ville dont l'étage en question n'a pas d'accès et est piégé. L'équipe de Niobé doit faire sauter la centrale électrique et l'équipe de Soren couper la redirection d'énergie, pendant que Neo et Morpheus rejoignent l'étage en question par le système de portes secrètes pendant une durée de 5 minutes (le temps de la coupure). Avant l'opération, Neo demande à Trinity de rester hors de la Matrice, inquiété par ses visions. Malheureusement, les Machines font exploser le vaisseau de Soren dans le monde réel tuant l'équipage dans la Matrice avant d'avoir terminé l'opération de coupure : tandis que la centrale électrique explose, un réseau de secours se met donc en place. Neo, le Maître et Morpheus, ignorant l'échec de l'équipe de Soren, rejoignent les portes secrètes mais doivent faire face à Smith qui les attend dans le couloir des portes. Trinity part dans la Matrice et y termine de justesse le travail de Soren pour éviter que l'étage n'explose lorsque Neo passera la porte. La coupure de la redirection permet de replonger la ville dans le noir au moment même où le Maître ouvre la porte de l'étage et se sacrifie pour que Neo et Morpheus échappent à Smith en la passant. Avant de mourir, le Maître, ayant accompli sa mission, donne à Neo la clé de la porte de la Source qui s'illumine en s'ouvrant, pendant que Morpheus prend une autre porte pour sortir de la Matrice. En mettant la clé dans la serrure de la porte de la Source, Neo est submergé par une imposante lumière dans laquelle il disparait.
Neo se retrouve à la Source et y rencontre un programme appelé l'Architecte, à l'origine de la Matrice. Celui-ci lui apprend que la Matrice rencontre une erreur fatale et va s'arrêter, et lui confirme que Sion est sur le point d'être entièrement détruite, comme cela se serait déjà produit à plusieurs reprises par le passé. Neo est alors confronté à un choix cornélien : redémarrer la Matrice et choisir une poignée de survivants pour fonder une nouvelle Sion, ou laisser la Matrice s'arrêter et voir mourir tous les derniers humains, ceux encore connectés et ceux de l'actuelle Sion. L'Architecte affirme que cette situation s'est déjà produite à 5 reprises par le passé et que tous les précédents « Élus » ont choisi le redémarrage, permettant la fondation d'une nouvelle Sion et aux machines de continuer à s'alimenter en énergie. Voyant Trinity sur le point de mourir comme dans ses rêves (elle est traquée par les Agents), Neo retourne dans la Matrice pour aller la sauver, faisant sauter l'étage de la tour d'où il en sort. Mortellement touchée, Trinity est sauvée in extremis de la mort par Néo qui la ramène à la vie par un électrochoc de son cœur, mais l’Élu a de fait renoncé à la possibilité du redémarrage de la Matrice.
Peu de temps après, Néo communique à l'équipage ce qu'il a appris dans la Source, au grand dam de Morpheus, soit le fait que la prophétie est un mensonge, que l’Élu n'est qu'un autre système de contrôle et que Sion sera détruite dans 24 heures si rien n'est fait pour l'en empêcher. Au même moment, le Nebuchadnezzar est attaqué et détruit par des machines, tandis que son équipage parvient à s'échapper de justesse. Neo découvre alors qu'il a à présent le pouvoir de désactiver les machines par la pensée et détruit cinq sentinelles d'un coup. Mais l'effort est tel qu'il le plonge dans le coma. Secourus par le vaisseau Hammer du capitaine Roland, Morpheus et son équipe apprennent que la bataille ayant eu lieu pour freiner l'avancée des machines vers Sion a été un fiasco, en raison du déclenchement d'un EMP (impulsion électromagnétique) de l'un des vaisseaux avant l'arrivée des machines : le seul survivant retrouvé est Bane. Celui-ci, contrôlé par Smith et donc responsable du sabotage, se trouve maintenant à l'infirmerie du vaisseau inanimé dans le lit voisin de Neo. La suite des évènements se dérouleront dans le film Matrix Revolutions dont la bande annonce est présentée après le générique de fin.

## Fiche technique
Sauf indication contraire, les informations mentionnées dans cette section peuvent être confirmées par la base de données cinématographiques IMDb,  présente dans la section « Liens externes ».
- Titre original : The Matrix: Reloaded
- Titre français : Matrix Reloaded
- Titre québécois : La Matrice rechargée
- Réalisation et scénario : Les Wachowski
- Musique : Don Davis
- Décors : Owen Paterson
- Photographie : Bill Pope
- Costumes : Kym Barrett
- Montage : Zach Staenberg
- Production : Joel Silver
  - Production déléguée : Les Wachowski, Bruce Berman, David Forbes, Grant Hill, Andrew Mason
  - Production associée : Phil Oosterhouse, Vicki Popplewell, Steve Richards
- Sociétés de production : Warner Bros., Village Roadshow Pictures, Silver Pictures, NPV Entertainment et Heineken Branded Entertainment
- Sociétés de distribution : Warner Bros.
- Budget : entre 127[1] et 150[2] millions de dollars
- Pays de production :  États-Unis,  Australie
- Langues originales : anglais, quelques dialogues en français
- Format : couleur (Technicolor) — 35 mm — 2,39:1 — son DTS / Dolby Digital / SDDS
- Genre : science-fiction, action
- Durée : 132 minutes
- Dates de sortie[3] :
  - États-Unis, Canada, Belgique : 15 mai 2003
  - France : 15 mai 2003 (Festival de Cannes), 16 mai 2003 (sortie nationale)
  - Suisse romande : 16 mai 2003
- Classification :
  - États-Unis : R
  - France : tous publics avec avertissement

## Distribution
- Keanu Reeves (VF : Jean-Pierre Michaël) : Neo / Thomas A. Anderson
- Laurence Fishburne (VF : Pascal Renwick) : Morpheus
- Carrie-Anne Moss (VF : Danièle Douet) : Trinity
- Hugo Weaving (VF : Vincent Grass) : l'agent Smith
- Jada Pinkett Smith (VF : Annie Milon) : le capitaine Niobe
- Harold Perrineau Jr. (VF : Daniel Njo Lobé) : Link
- Monica Bellucci (VF : elle-même) : Perséphone
- Harry Lennix (VF : Thierry Desroses) : le commandant Jason Lock
- Gloria Foster (VF : Jacqueline Cohen) : l'Oracle
- Lambert Wilson (VF : lui-même) : le Mérovingien
- Randall Duk Kim (VF : Patrick Raynal) : le maître des clés (en)
- Matt McColm : l'agent Thompson
- Daniel Bernhardt : l'agent Johnson
- Nona Gaye (VF : Géraldine Asselin) : Zee
- Anthony Zerbe (VF : Dominique Paturel) : le conseiller Richard Hamann
- Sing Ngai (VF : Bing Yin) : Séraphin (Seraph en VO)
- Neil et Adrien Rayment : les jumeaux (en)
- Helmut Bakaitis (en) (VF : Jean Lagache) : l'architecte (en)
- Clayton Watson (en) (VF : Taric Mehani) : le Kid
- Essie Davis (VF : Ivana Coppola) : Maggie
- Ian Bliss (en) (VF : Laurent Lederer) : Bane
- Nathaniel Lees (en) (VF : Hervé Jolly) : le capitaine Trent Mifune

## Production

### Développement
Avant la sortie de Matrix, les éventuelles suites sont prévues pour le marché vidéo. À la suite du succès surprise du premier film, les Wachowski obtiennent un grand contrôle créatif et développent deux suites pour le grand écran. La sortie de Matrix Reloaded est au départ prévue pour l'été 2002, mais est finalement repoussée pour l'année suivante.
Pour Keanu Reeves, ce second film parle de la vie alors que « le premier film traite de la naissance (...) et le troisième de la mort ».

### Attribution des rôles

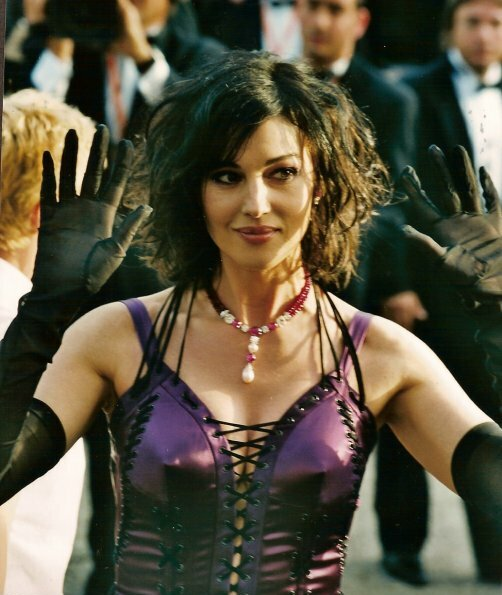
L'actrice Monica Bellucci (ici en 2003) rejoint la franchise lors de ce film.

Le rôle de l'Architecte a été proposé à Sean Connery, mais ne comprenant pas trop le concept du film, il l'a refusé. Le personnage de Séraphin (Seraph en V.O.) avait été écrit spécialement pour Jet Li. Mais ce dernier réclame le même salaire que l'acteur principal, Keanu Reeves. Le rôle est alors transformé en personnage féminin et proposé à Michelle Yeoh, mais elle est occupée par un autre projet. C'est finalement Sing Ngai qui obtient le rôle.
Les réalisateurs ont choisi Monica Bellucci pour jouer Persephone après l'avoir vue dans Malèna (Giuseppe Tornatore, 2000). L'actrice italienne avait déjà tourné avec Keanu Reeves dans Dracula (Francis Ford Coppola, 1992).
La chanteuse Aaliyah avait obtenu le rôle de Zee mais est décédée lors d'un accident d'avion le 25 août 2001. Plusieurs scènes avaient déjà été tournées avec elle, et la production dut organiser un nouveau casting pour le rôle. Alors que des rumeurs annonçaient Eva Mendes, Samantha Mumba, Brandy Norwood ou encore Tatyana Ali, c'est finalement Nona Gaye, fille de Marvin Gaye, qui est choisie pour la remplacer. La production du film a été marquée par un autre décès, celui de Gloria Foster, qui joue l'Oracle. Contrairement à Aaliyah, elle avait tourné toutes ses scènes mais sera finalement remplacée par Mary Alice pour Matrix Revolutions.
Le personnage de Tank, joué dans le premier film par Marcus Chong, disparaît ; il était le seul survivant du vaisseau avec Neo, Morphéus et Trinity. Il est remplacé par le personnage de Link, joué par Harold Perrineau Jr..

### Tournage

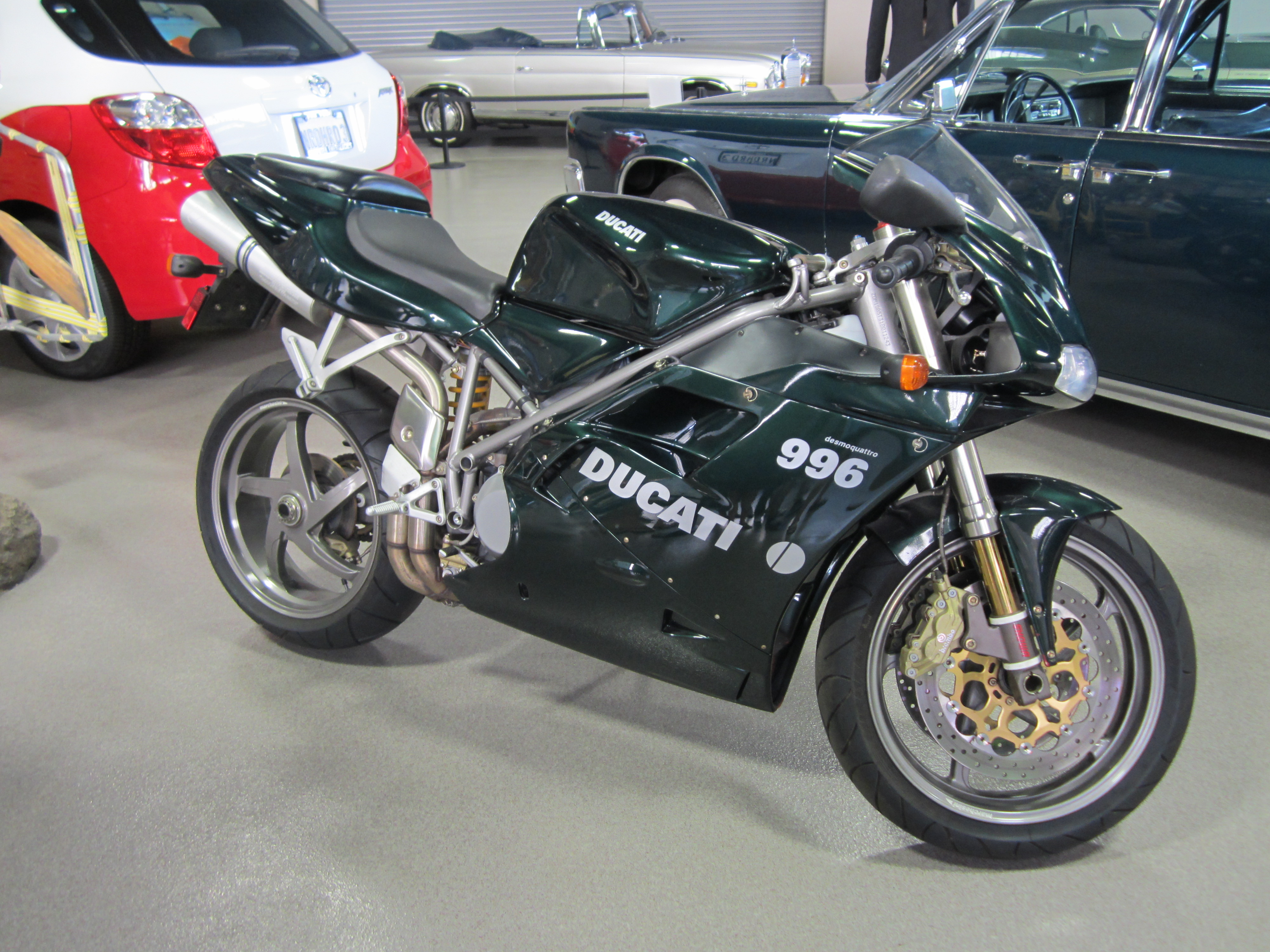
La Ducati 996 sur laquelle s'enfuient Trinity et le Maître des clefs.

Le tournage de Matrix Reloaded a été combiné à celui du troisième film Matrix Revolutions et a eu lieu entre mars 2001 et le 21 août 2002, sur 270 journées. Les acteurs ont également tourné des scènes spécifiques pour le jeu vidéo Enter the Matrix (2003). Le tournage a lieu majoritairement aux Fox Studios de Sydney en Australie.
Pour les besoins d'une scène d'action majeure du film, l'équipe a construit une véritable autoroute, car aucune existante ne correspondait aux attentes des réalisateurs. L'autoroute a donc été construite sur une ancienne base navale, à Alameda en Californie. Longue de 2 miles (environ 3,2 km), elle a nécessité sept semaines de travaux et coûté environ 2,5 millions de dollars. Le tournage de la séquence a duré 45 jours de tournage pour 26 minutes visibles à l'écran.
À la fin du tournage, tous les rondins de bois utilisés pour les décors de la scène de l'autoroute sont envoyés au Mexique pour construire une centaine de maisons destinées à des familles modestes,.

### Promotion
Un faux synopsis a été diffusé sur internet, presse et devantures de cinéma en amont de la sortie du film. Dans les images promotionnelles, les personnages des Jumeaux étaient présentés comme étant les soi-disant Virii.

## Bande originale

### The Matrix Reloaded: The Album
Bandes originales de Matrix
The Matrix: Original Motion Picture Score
(1999) The Matrix Reloaded: The Complete Score
(2013)
The Matrix Reloaded: The Album est l'album de la bande originale du film, commercialisé en 2003. C'est un double album qui contient un premier disque avec les chansons rock du film et un second avec le film score de Don Davis.
Liste des titres
Disque 1
1. Session de Linkin Park – 2:23
2. This Is the New Shit de Marilyn Manson – 4:19
3. Reload de Rob Zombie – 4:25
4. Furious Angels de Rob Dougan – 5:29
5. Lucky You des Deftones – 4:08
6. The Passportal de Team Sleep – 2:55
7. Sleeping Awake de P.O.D. – 3:23
8. Bruises d'Ünloco – 2:36
9. Calm Like a Bomb de Rage Against the Machine – 4:58
10. Dread Rock d'Oakenfold – 4:39
11. Zion[Note 1] de Fluke – 4:33
12. When the World Ends (Oakenfold Remix) de Dave Matthews Band – 5:26

Disque 2
1. Main Title de Don Davis – 1:30
2. Trinity Dream de Don Davis – 1:56
3. Teahouse de Juno Reactor featuring Gocoo – 1:04
4. Chateau de Rob Dougan – 3:23
5. Mona Lisa Overdrive de Juno Reactor / Don Davis – 10:08
6. Burly Brawl de Juno Reactor vs. Don Davis – 5:52
7. Matrix Reloaded Suite de Don Davis – 17:34

### The Matrix Reloaded: The Complete Score
Bandes originales de Matrix
The Matrix: Music from the Motion Picture
(1999) The Animatrix: The Album
(2003)
En plus de The Matrix Reloaded: The Album, un deuxième album est commercialisé. Il contient majoritairement des compositions originales de Don Davis.
Liste des titres
| Disque 1 | Disque 1                                            | Disque 1                     | Disque 1 | Disque 1 | Disque 1 | Disque 1 | Disque 1 | Disque 1 | Disque 1 |
| No       | Titre                                               | Auteur                       | Durée    |          |          |          |          |          |          |
| -------- | --------------------------------------------------- | ---------------------------- | -------- | -------- | -------- | -------- | -------- | -------- | -------- |
| 1.       | Main Title/Trinity vs. Car                          | Don Davis                    | 3:24     |          |          |          |          |          |          |
| 2.       | Enter The Neb                                       | Don Davis                    | 1:11     |          |          |          |          |          |          |
| 3.       | Smith At The Door                                   | Don Davis                    | 4:17     |          |          |          |          |          |          |
| 4.       | Furious Angels                                      | Rob Dougan                   | 5:32     |          |          |          |          |          |          |
| 5.       | Smith vs. Smith/Free Flight                         | Don Davis                    | 3:40     |          |          |          |          |          |          |
| 6.       | The Wonder of Zion/The Lascivious Lift/Link and Zee | Don Davis                    | 4:37     |          |          |          |          |          |          |
| 7.       | Morpheus on the Mount/Zion Drum Source              | Don Davis                    | 2:50     |          |          |          |          |          |          |
| 8.       | Zion                                                | Fluke                        | 1:23     |          |          |          |          |          |          |
| 9.       | Goodnight Zion/The Bane Transformation              | Don Davis                    | 2:42     |          |          |          |          |          |          |
| 10.      | Bane Voyage                                         | Don Davis                    | 2:58     |          |          |          |          |          |          |
| 11.      | First, I Must Apologize                             | Don Davis                    | 1:12     |          |          |          |          |          |          |
| 12.      | Teahouse                                            | Juno Reactor featuring Gocoo | 1:07     |          |          |          |          |          |          |
| 13.      | The Industrial Highway                              | Don Davis                    | 1:16     |          |          |          |          |          |          |
| 14.      | Oracle Oratory                                      | Don Davis                    | 2:05     |          |          |          |          |          |          |
| 15.      | The Purpose That Created Us                         | Don Davis                    | 2:59     |          |          |          |          |          |          |
| 16.      | Burly Brawl                                         | Don Davis vs. Juno Reactor   | 1:17     |          |          |          |          |          |          |
| 17.      | Council of Cool/Meeting the Merovingian             | Don Davis                    | 3:48     |          |          |          |          |          |          |
| 18.      | Choice Is an Illusion                               | Don Davis                    | 2:42     |          |          |          |          |          |          |
| 19.      | Sample This                                         | Don Davis & Juno Reactor     | 3:54     |          |          |          |          |          |          |
| 20.      | Meet the Keymaker/Some Skill                        | Don Davis                    | 1:33     |          |          |          |          |          |          |
| 21.      | Chateau                                             | Rob Dougan                   | 3:26     |          |          |          |          |          |          |
| 22.      | Double Trouble                                      | Don Davis                    | 2:22     |          |          |          |          |          |          |
| 23.      | Mona Lisa Overdrive                                 | Don Davis                    | 10:16    |          |          |          |          |          |          |
| 1:18:17  |                                                     |                              |          |          |          |          |          |          |          |

| Disque 2 | Disque 2                                                                                       | Disque 2    | Disque 2 | Disque 2 | Disque 2 | Disque 2 | Disque 2 | Disque 2 | Disque 2 |
| No       | Titre                                                                                          | Auteur      | Durée    |          |          |          |          |          |          |
| -------- | ---------------------------------------------------------------------------------------------- | ----------- | -------- | -------- | -------- | -------- | -------- | -------- | -------- |
| 1.       | Truck vs. Truck/The Plan/Final Flight of the Vigilant                                          | Don Davis   | 11:36    |          |          |          |          |          |          |
| 2.       | Kill the Keymaker/Doddering Old Fool                                                           | Don Davis   | 6:07     |          |          |          |          |          |          |
| 3.       | The Problem Is Choice/Window Switch/Neo Miraculous/No More Nebuchadnezzer/Conclusion Confusion | Don Davis   | 13:33    |          |          |          |          |          |          |
| 4.       | Niaiserie                                                                                      | Kerry Walsh | 6:05     |          |          |          |          |          |          |
| 5.       | Burly Brawl (alternate)                                                                        | Don Davis   | 5:58     |          |          |          |          |          |          |
| 6.       | Chateau Swashbuckling (alternate)                                                              | Don Davis   | 3:49     |          |          |          |          |          |          |
| 7.       | The Plan (with synth)                                                                          | Don Davis   | 4:18     |          |          |          |          |          |          |
| 8.       | Niaiserie (instrumental)                                                                       | Don Davis   | 6:01     |          |          |          |          |          |          |
| 9.       | Matrix Reloaded Suite                                                                          | Don Davis   | 17:41    |          |          |          |          |          |          |
| 1:15:08  |                                                                                                |             |          |          |          |          |          |          |          |

## Accueil

### Promotion
Matrix Reloaded est sorti le 15 mai 2003 dans le monde entier afin d'éviter le piratage et de coordonner une campagne publicitaire de près de 50 millions de dollars sur le sol américain. Le film a coûté 150 millions de dollars et a été tourné en Australie.
La campagne publicitaire commença presque un an à l'avance avec une première bande-annonce lors de la sortie de Star Wars, épisode II : L'Attaque des clones en mai 2002. Puis une autre bande annonce fut diffusée pendant la finale du Super Bowl en janvier 2003. Les 60 secondes du spot coûtèrent 4 millions. Le film fut également présenté hors compétition au festival de Cannes.

### Accueil critique
Sur l'agrégateur américain Rotten Tomatoes, le film récolte 73 % d'opinions favorables pour 245 critiques. Sur Metacritic, il obtient une note moyenne de 62⁄100 pour 40 critiques.
En France, le site Allociné propose une note moyenne de 3,2⁄5 à partir de l'interprétation de critiques provenant de 17 titres de presse.

### Box-office
Le premier week-end de sa sortie, il récolte 91 774 413 $ aux États-Unis et au Canada, ce qui en fait le film ayant le plus rapporté pendant son premier week-end d'exploitation en 2003. Il rapporte au total 741 846 459 $ dans le monde entier.
En France, le film réalise 5 701 222 entrées, dont 1 244 895 à Paris. Le film est le 4e film de l'année au nombre d'entrées en France.
| Pays ou région | Box-office        | Date d'arrêt du box-office | Nombre de semaines |
| -------------- | ----------------- | -------------------------- | ------------------ |
| États-Unis     | 281 576 461 $     | 2 novembre 2003            | 25                 |
| France         | 5 701 222 entrées | -                          | -                  |
| Total mondial  | 741 846 459 $     | -                          | -                  |

## Distinctions

### Récompenses et Nominations
Entre 2003 et 2019, Matrix Reloaded a été sélectionné 43 fois dans diverses catégories et a remporté 8 récompenses,.
| Année | Festivals de cinéma                                                                       | Catégorie / Récompense                                                                       | Nommé(es) / Lauréat(es) | Nommé(es) / Lauréat(es) |
| ----- | ----------------------------------------------------------------------------------------- | -------------------------------------------------------------------------------------------- | --- | ----------------------- |
| 2003  | Académie des films de science-fiction, fantastique et d'horreur                           | Nommé au Prix Cinescape féminin du futur (Cinescape Genre Face of the Future Award - Female) | Monica Bellucci | Nomination              |
| 2003  | Festival de Cannes                                                                        | Longs métrages - Hors-compétition                                                            | Les Wachowski | Nomination              |
| 2003  | Prix de la bande-annonce dorée                                                            | Meilleure voix off                                                                           | - | Nomination              |
| 2003  | Prix de la bande-annonce dorée                                                            | Meilleur film d’action                                                                       | - | Nomination              |
| 2003  | Prix Schmoes d'or (Golden Schmoes Awards)                                                 | Schmoes d'or du film le plus surestimé de l'année                                            | - | Lauréat                 |
| 2003  | Prix Schmoes d'or (Golden Schmoes Awards)                                                 | Schmoes d'or de la plus grande déception de l'année                                          | - | Lauréat                 |
| 2003  | Prix Schmoes d'or (Golden Schmoes Awards)                                                 | Meilleur film de science-fiction de l'année                                                  | - | Nomination              |
| 2003  | Prix Schmoes d'or (Golden Schmoes Awards)                                                 | Meilleurs effets spéciaux de l'année                                                         | - | Nomination              |
| 2003  | Prix Schmoes d'or (Golden Schmoes Awards)                                                 | Meilleure bande-annonce de l'année                                                           | - | Nomination              |
| 2003  | Prix Schmoes d'or (Golden Schmoes Awards)                                                 | Meilleure séquence d'action de l'année                                                       | Poursuite sur l'autoroute | Nomination              |
| 2003  | Prix Schmoes d'or (Golden Schmoes Awards)                                                 | Meilleur S & C de l'année                                                                    | Monica Bellucci | Nomination              |
| 2003  | Prix Schmoes d'or (Golden Schmoes Awards)                                                 | Personnage le plus cool de l'année                                                           | 'Agent Smith' | Nomination              |
| 2003  | Prix du jeune public                                                                      | Prix du jeune public du meilleur film dramatique / action aventure                           | - | Lauréat                 |
| 2003  | Prix du jeune public                                                                      | Meilleur acteur de cinéma dans un film dramatique / action aventure                          | Keanu Reeves | Nomination              |
| 2003  | Prix du jeune public                                                                      | Meilleure actrice de cinéma dans un film dramatique / action aventure                        | Jada Pinkett Smith | Nomination              |
| 2003  | Prix du jeune public                                                                      | Meilleur séquence de combat / action                                                         | - | Nomination              |
| 2003  | Prix du jeune public                                                                      | Meilleure révélation féminine                                                                | Monica Bellucci | Nomination              |
| 2003  | The Stinkers Bad Movie Awards                                                             | Pire scénario pour un film rapportant plus de 100 millions de dollars avec Hollywood Math    | Les Wachowski | Nomination              |
| 2003  | The Stinkers Bad Movie Awards                                                             | Pire suite                                                                                   | - | Nomination              |
| 2004  | Académie des films de science-fiction, fantastique et d'horreur                           | Nommé au Prix Cinescape masculin du futur (Cinescape Genre Face of the Future Award - Male)  | Clayton Watson | Nomination              |
| 2004  | Association du cinéma et de la télévision en ligne (Online Film & Television Association) | Meilleur montage d'effets sonores                                                            | Dane A. Davis et Julia Evershade | Nomination              |
| 2004  | Association du cinéma et de la télévision en ligne (Online Film & Television Association) | Meilleur site officiel de film                                                               | - | Nomination              |
| 2004  | BET Awards                                                                                | Meilleur acteur                                                                              | Laurence Fishburne | Nomination              |
| 2004  | Éditeurs de sons de films                                                                 | Meilleur montage sonore dans les fonctionnalités nationales - Effets sonores et bruitages    | Dane A. Davis, Julia Evershade, Thom Brennan, Eric Lindemann, Michael Edward Johnson, Andrew Lackey, Mark Larry, Richard Adrian et Michael W. Mitchell | Nomination              |
| 2004  | MTV Movie Awards                                                                          | Meilleur baiser                                                                              | Keanu Reeves et Monica Bellucci | Nomination              |
| 2004  | MTV Movie Awards                                                                          | Meilleur combat                                                                              | Keanu Reeves et Hugo Weaving | Nomination              |
| 2004  | MTV Movie Awards (Mexico)                                                                 | Héros le plus sexy                                                                           | Keanu Reeves | Nomination              |
| 2004  | Prix BMI du cinéma et de la télévision                                                    | Prix BMI de la meilleure musique de film                                                     | Don Davis | Lauréat                 |
| 2004  | Prix Bobine Noire                                                                         | Meilleure actrice dans un second rôle                                                        | Gloria Foster | Nomination              |
| 2004  | Prix du cinéma en ligne italien (IOMA) (Italian Online Movie Awards (IOMA))               | Meilleurs effets visuels                                                                     | - | Nomination              |
| 2004  | Prix Razzie                                                                               | Pire réalisateur                                                                             | Les Wachowski | Nomination              |
| 2004  | Société des effets visuels                                                                | Meilleur effet visuel unique de l'année sur n'importe quel support                           | John Gaeta, Dan Glass, Adrian De Wet et Greg Juby ('Trailer Top Crash')                                                                                | Lauréat                 |
| 2004  | Société des effets visuels                                                                | Meilleure photographie d'effets visuels dans un film                                         | Kim Libreri, George Borshukov, Paul Ryan et John Gaeta ('Photographie du visage U-Cap')                                                                | Lauréat                 |
| 2004  | Prix mondiaux des cascades                                                                | Prix Taurus des meilleures cascadeuses                                                       | Debbie Evans | Lauréat                 |
| 2004  | Prix mondiaux des cascades                                                                | Meilleur combat                                                                              | Tiger Hu Chen, David Leitch, Chad Stahelski, Ousaun Elam, Brad Martin, David Will No et Marcus Young                                                   | Nomination              |
| 2004  | Prix mondiaux des cascades                                                                | Meilleure coordination de cascades dans un long métrage                                      | Glenn Boswell, David R. Ellis et R.A. Rondell | Nomination              |
| 2004  | Prix mondiaux des cascades                                                                | Meilleures cascadeuses                                                                       | Debby Lynn Ross | Nomination              |
| 2004  | Prix Yoga                                                                                 | Prix spécial de la pire trilogie                                                             | Les Wachowski | Lauréat                 |
| 2005  | Académie des films de science-fiction, fantastique et d'horreur                           | Meilleure collection de DVD                                                                  | Dans le cadre de 'The Ultimate Matrix Collection' | Nomination              |
| 2005  | Prix Exclusivité DVD (DVD Exclusive Awards)                                               | Meilleur DVD global, nouveau film (y compris toutes les fonctionnalités bonus)               | Warner Bros. 'The Ultimate Matrix Collection' | Nomination              |
| 2005  | Prix Exclusivité DVD (DVD Exclusive Awards)                                               | Meilleur design de menu                                                                      | Warner Bros. 'The Ultimate Matrix Collection' | Nomination              |
| 2005  | Prix satellites                                                                           | Meilleur DVD                                                                                 | Pour la collection 'Matrix'. | Nomination              |
| 2019  | Académie des films de science-fiction, fantastique et d'horreur                           | Meilleure version de la collection DVD / Blu-Ray                                             | 'The Matrix Trilogy' | Nomination              |